# ФК Ботошани
ФК Ботошани (на румънски: S.C. Fotbal Club Botoșani S.A.) е румънски футболен клуб от град Ботошани, играещ в Лига I. Домакинските си срещи играе на Градския стадион, който е с капацитет 12 000 зрители.

## История
Футболен клуб „Ботошани“ е основан през 2001 г. През сезон 2003/2004 „Ботошани“ става победител в шампионата на Лига III и се изкачва в Лига II. През сезон 2012/2013 става победител и във Лига II и се изкачва в Лига I, и става първият в историята представител на окръг Ботошани във висшата футболна дивизия на Румъния. През сезон 2014/2015 клубът финишира на 8-о място в шампионата на Румъния, но получава правото да играе в Лига Европа, тъй като и четирите класирани пред него отбори, не получават лиценз за УЕФА. В Лига Европа „Ботошани“ стига до втория кръг, където бива отстранен от полския Легия (Варшава).

## Срещи с български отбори
Отборът на „Ботошани“ се е срещал с български отбори в контролни срещи.

### „Лудогорец“
С „Лудогорец“ се е срещал два пъти в контролни мачове. Срещите се играят в турския курорт Белек като първата е на 17 януари 2018 г. и завършва 2 – 0 за „Лудогорец“. Втората е на 15 януари 2019 г. и завършва 3 – 1 за „Ботошани“.

## Успехи
- Дивизия А:
  - 7-о място (1): 2017/18
- Лига II: (2 ниво)
  -  Шампион (1): 2012/13
- Дивизия С: (3 ниво)
  -  Шампион (1): 2003/04
- Купа на Румъния:
  - 1/2 финал (1): 2017/18

## Участие в Европейските клубни турнири
| Сезон   | Турнир      | Кръг       | Съперник        | Резултат     |
| ------- | ----------- | ---------- | --------------- | ------------ |
| 2015/16 | Лига Европа | 1 кв. кръг | ФК Цхинвали     | 1 – 1, 3 – 1 |
|         |             | 2 кв. кръг | Легия (Варшава) | 0 – 3, 0 – 1 |

## Български футболисти
- Пламен Илиев: 2015/17 (44 мача - 0 гола)
- Антони Иванов: 2022/23 (35 мача - 0 гола)
- Радослав Димитров: 2015/17 (48 мача - 1 гол), 2024 (11 мача - 0 гола)

## Известни играчи
- Жанвие Мбарга
- Денис Иванов
- Ацо Стойков
- Даниел Балан
- Валериу Бордяну
- Ейно Пури

## Известни треньори
- Леонтин Грозаву